# Chvalíkovice, Opava
Chvalíkovice là một làng thuộc huyện Opava, vùng Moravskoslezský, Cộng hòa Séc.